# Hirondelle
L'Hirondelle è un fiume francese che scorre nei dipartimenti del Cantal e dell'Aveyron. Confluisce nel fiume Brezons, di cui è affluente.

## Geografia
La lunghezza del suo corso è di 13 km.
Nasce nel dipartimento del Cantal, comune di Malbo, con il nome di "torrente di Sarrus" e confluisce nel Brezons, proprio a monte del ponte di Estradié, sul territorio comunale di Paulhenc.

### Dipartimenti e comuni attraversati
- Cantal: Malbo, Saint-Martin-sous-Vigouroux, Narnhac.
- Aveyron: Thérondels.

### Bacino idrografico
L'Hirondelle attraversa una sola zona idrografica Le Brezons (O768) di una superficie di 102 km2.

## Principali affluenti
- Torrente di Moissalou, 5,1 chilometri, corso d'acqua che nasce a 1089 metri d'altitudine nel comune di Malbo a sud-est di Roupon e confluisce nell'Hirondelle a sud della "grange de Canteloube".
- Torrente di Casternac, di 2 chilometri di lunghezza.
- Torrente di Merderic, di 1,9 chilometri di lunghezza.